# Пушемське сільське поселення
Пу́шемське сільське поселення (рос. Пушемское сельское поселение) — адміністративна одиниця у складі Підосиновського району Кіровської області Росії. Адміністративний центр поселення — селище Пушма.

## Історія
Поселення було утворене згідно із законом Кіровської області від 7 грудня 2004 року № 284-ЗО у рамках муніципальної реформи шляхом перетворення Пушемського сільського округу.

## Населення
Населення поселення становить 504 особи (2017; 511 у 2016, 556 у 2015, 585 у 2014, 618 у 2013, 664 у 2012, 695 у 2010, 1193 у 2002).

## Склад
До складу поселення входять 2 населених пункти:
| Населений пункт  | Населення, осіб (2002) | Населення, осіб (2010) |
| ---------------- | ---------------------- | ---------------------- |
| Скрябіно, селище | 574                    | 360                    |
| Пушма, селище    | 619                    | 335                    |